# Mohamed Ghandora
Mohamed Ghandora Lacheb (arab. ‏محمد غندورة لشاب‎, ur. 1936 w Casablance) – marokański kolarz szosowy, uczestnik letnich igrzysk olimpijskich.
Ghandora reprezentował Maroko na letnich igrzyskach olimpijskich podczas igrzysk 1960 w Rzymie. Wystartował w jeździe drużynowej na czas razem z Mohamedem El Gourchem, Abdallahem Lahoucinem i Ahmedem Omarem. Marokańczycy zajęli wówczas 19. miejsce spośród 32 reprezentacji. Ghandora brał także udział w wyścigu indywidualnym ze startu wspólnego, który ukończył na 46. miejscu.